# Touch-and-go
Touch-and-go (touch-and-go landing sau TGL; în română însemnând: atinge și pleacă) este o expresie din limba engleză a limbajului aviatic. Se referă la o manevră de zbor a unui avion, constând din apropierea acestuia de pista de aterizare, atingerea pistei cu trenul de aterizare și după o scurta rulare fără ca avionul să se oprească, se decolează din nou astfel manevra de aterizare fiind întreruptă. Toți piloții exersează această manevră pentru a o stăpâni bine în caz de condiții meteorologice extreme la aterizare, să poată lua din nou startul ca măsură de siguranță.